# Fuerte de Guadalupe
Fuerte de Guadalupe är en ort i Mexiko.   Den ligger i kommunen Cuautlancingo och delstaten Puebla, i den sydöstra delen av landet, 100 km öster om huvudstaden Mexico City. Fuerte de Guadalupe ligger 2 158 meter över havet och antalet invånare är 979.
Terrängen runt Fuerte de Guadalupe är en högslätt. Runt Fuerte de Guadalupe är det mycket tätbefolkat, med 1 573 invånare per kvadratkilometer. Närmaste större samhälle är Puebla de Zaragoza, 10,4 km sydost om Fuerte de Guadalupe. Omgivningarna runt Fuerte de Guadalupe är en mosaik av jordbruksmark och naturlig växtlighet.